# Groß Oesingen
Groß Oesingen est une commune de l'arrondissement de Gifhorn, Land de Basse-Saxe.

## Géographie
La commune regroupe les quartiers de Klein Oesingen, Mahrenholz, Zahrenholz, Texas et Schmarloh.

## Histoire
La première mention écrite de la commune date de 1222 ou de 1252. Des fouilles archéologiques ont montré une présence au XIe siècle. Le village d'Oesingen se trouvait sur l'importante route commerciale de Hambourg à Brunswick, devenue la Bundesstraße 4.

## Monuments

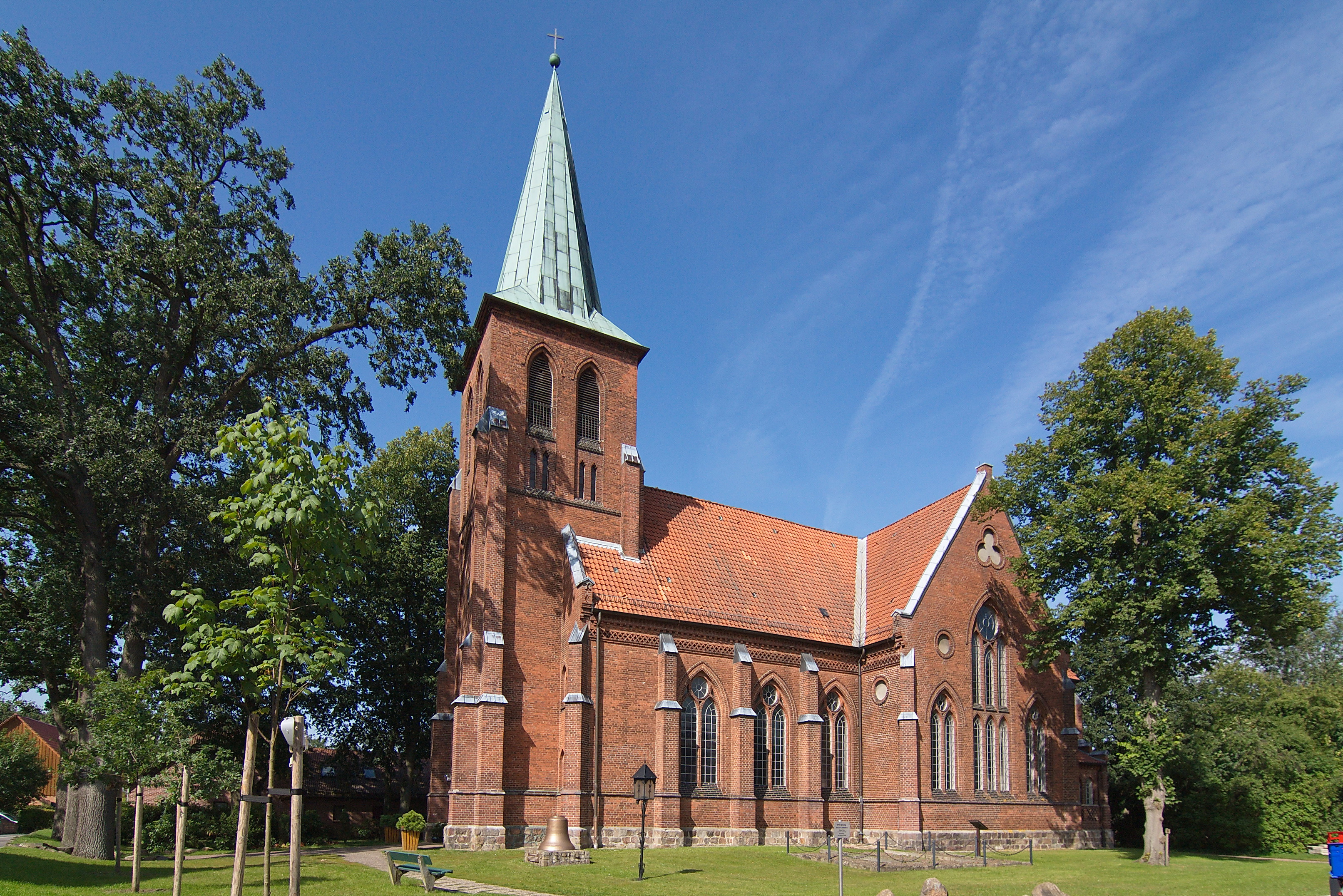
Friedenskirche

- La Friedenskirche à Kirchweg, église évangélique luthérienne construite en 1880.
- L'Immanuels-Kirche à Klein Oesingen, église protestante luthérienne indépendante, construite en 1879.